# FALKEN Motorsports
FALKEN Motorsports ist ein Motorsport-Team des Reifenherstellers FALKEN Tyre Europe GmbH. Seit 2000 ist Falken Motorsports ein fester Bestandteil des 24-Stunden-Rennens auf dem Nürburgring.

## Geschichte

### Saison 1999
1999 startete Falken Motorsports mit einem Nissan Skyline GT-R R33 erstmals beim 24-Stunden-Rennen auf dem Nürburgring. Hironori Takeuchi, Tetsuya Tanaka, Takayuki Kinoshita und Dirk Schoysman aus Belgien. Mit dem 6. Gesamtplatz gilt das Ergebnis bis heute als erfolgreichste, japanische Fahrer/Auto-Kombination.

### Saison 2000

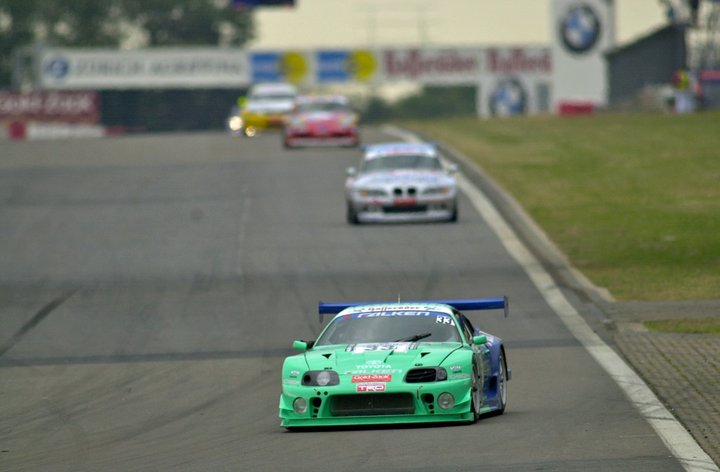
Saison 2000: Toyota Supra GT

Im Jahr 2000 fuhr Falken Motorsports mit einem Toyota Supra GT erstmals beim 24-Stunden-Rennen mit. Trotz der Außenseiterrolle beim Rennen sorgte der Supra mit seinem Sound und seiner, durch sich im Auspuff entzündendem Benzin hervorgerufenen, „Feuerschleppe“, vor allem bei Nacht, für viel Aufsehen.
Der Toyota Supra GT war bestückt mit einem aufgeladenen Reihenvierzylindermotor mit einer maximalen Leistung von 370 kW (500 PS) und einem maximalen Drehmoment von 650 Nm. Mit einem 6-Gang-Hewland-G-Box-Getriebe ging der Renner mit einem Gewicht von 1.150 kg über die Nordschleife. Gefahren wurde der Supra von Takayuki Kinoshita, Hironori Takeuchi und Yasushi Kikuchi aus Japan sowie Dirk Schoysman aus Belgien. Zum Zeitpunkt des unfallbedingten Ausfalls lag der Supra auf dem dritten Platz.

### Saison 2001–2005

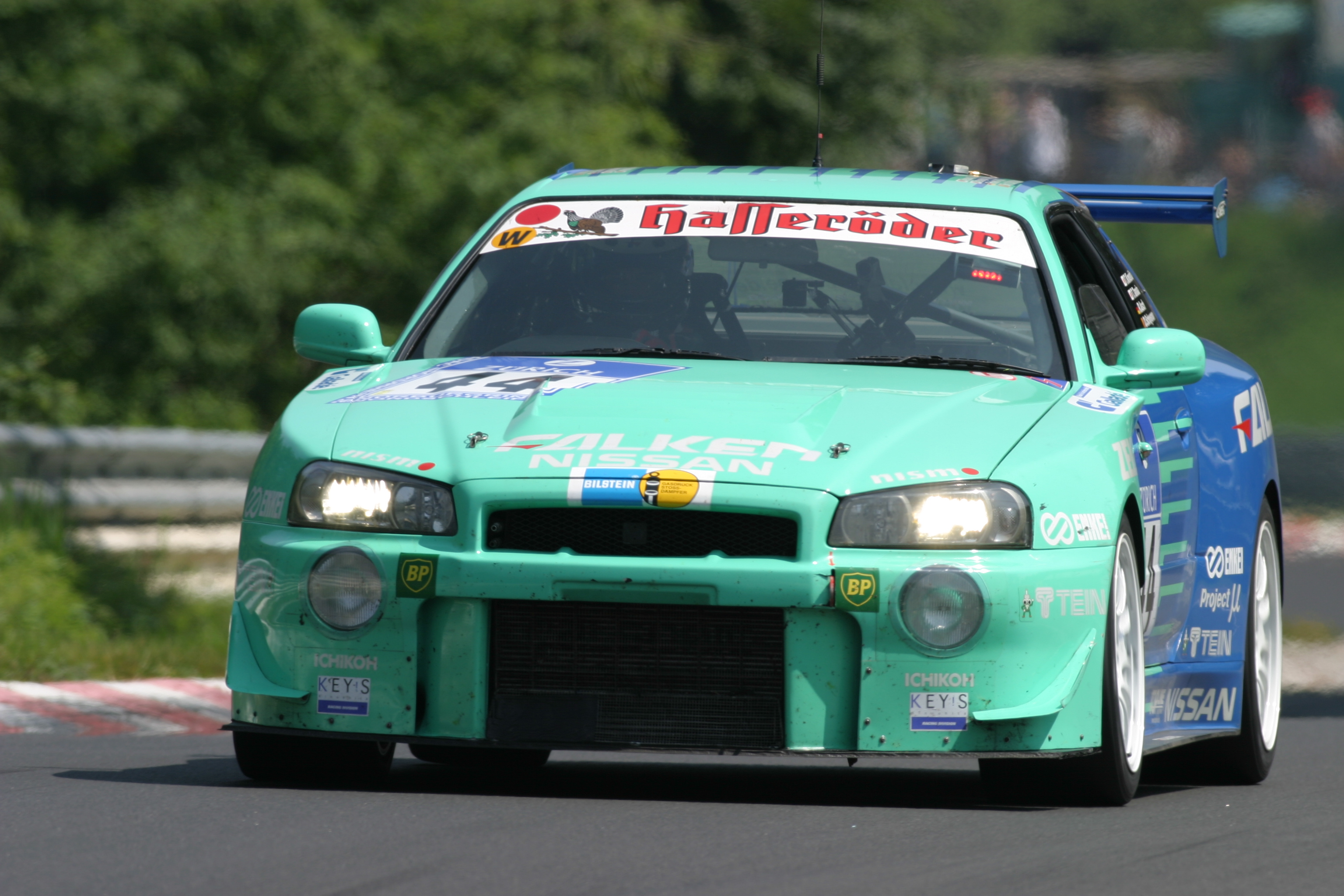
Saison 2001–2005: Nissan Skyline GT-R R34

2001 stieg Falken Motorsports auf Nissan um und setzte zunächst einen Skyline GT-R R34 mit über 500 PS, einem maximalen Drehmoment von 550 Nm und einem Gewicht von 1.390 kg ein. Das Herzstück des Wagens war ein RB26DETT-NISMO-N1-Motor mit 2.771 cm³. Erneut saßen der Japaner Takayuki Kinoshita und der Belgier Dirk Schoysman am Steuer, neu dazu kamen Roland Asch aus Deutschland und Tetsuya Tanaka aus Japan. 2002 und 2004 erreichte Falken jeweils einen 5. Gesamtrang.

### Saison 2007–2010

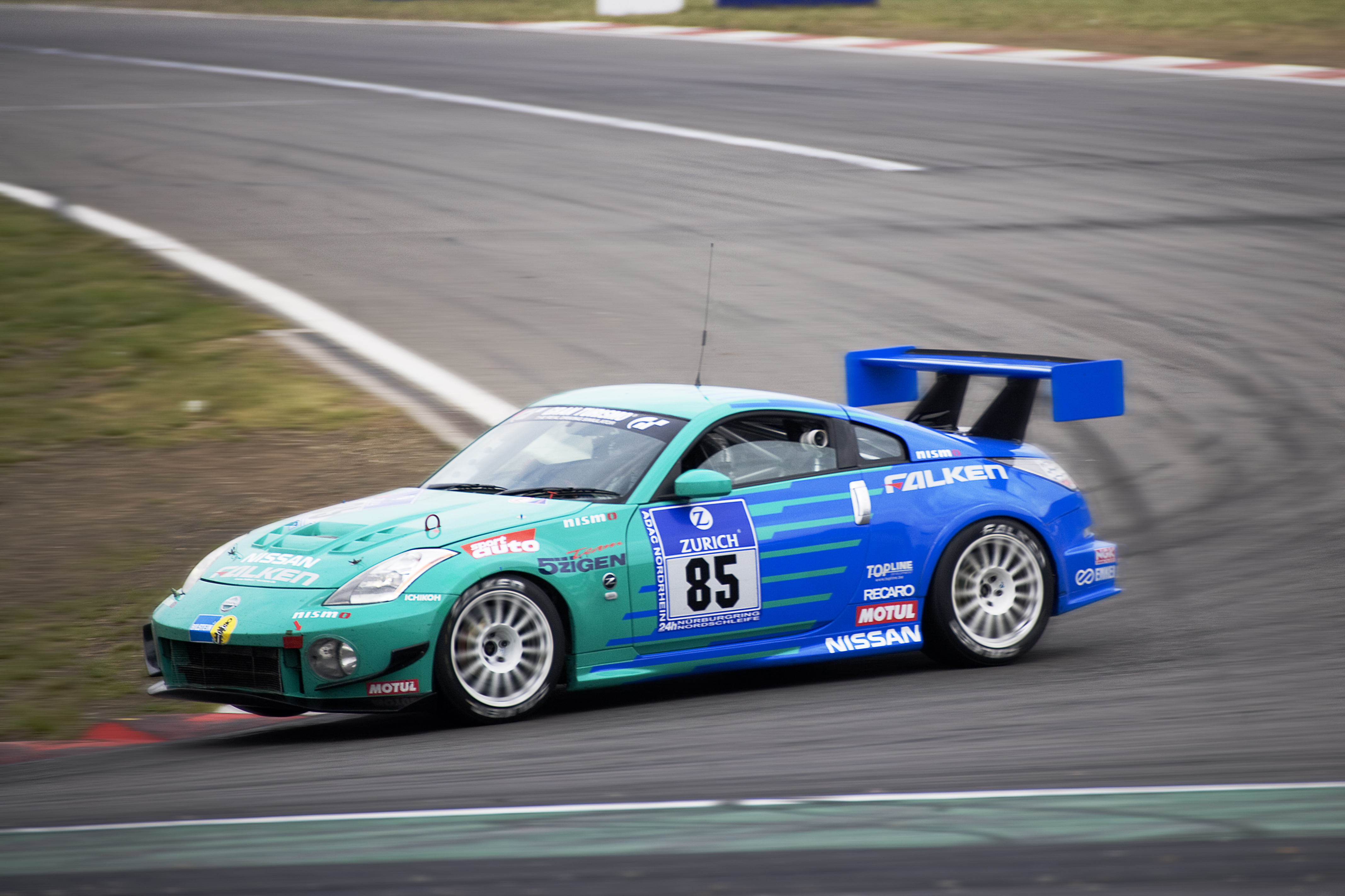
Saison 2007–2010: Nissan Z33 Fairlady

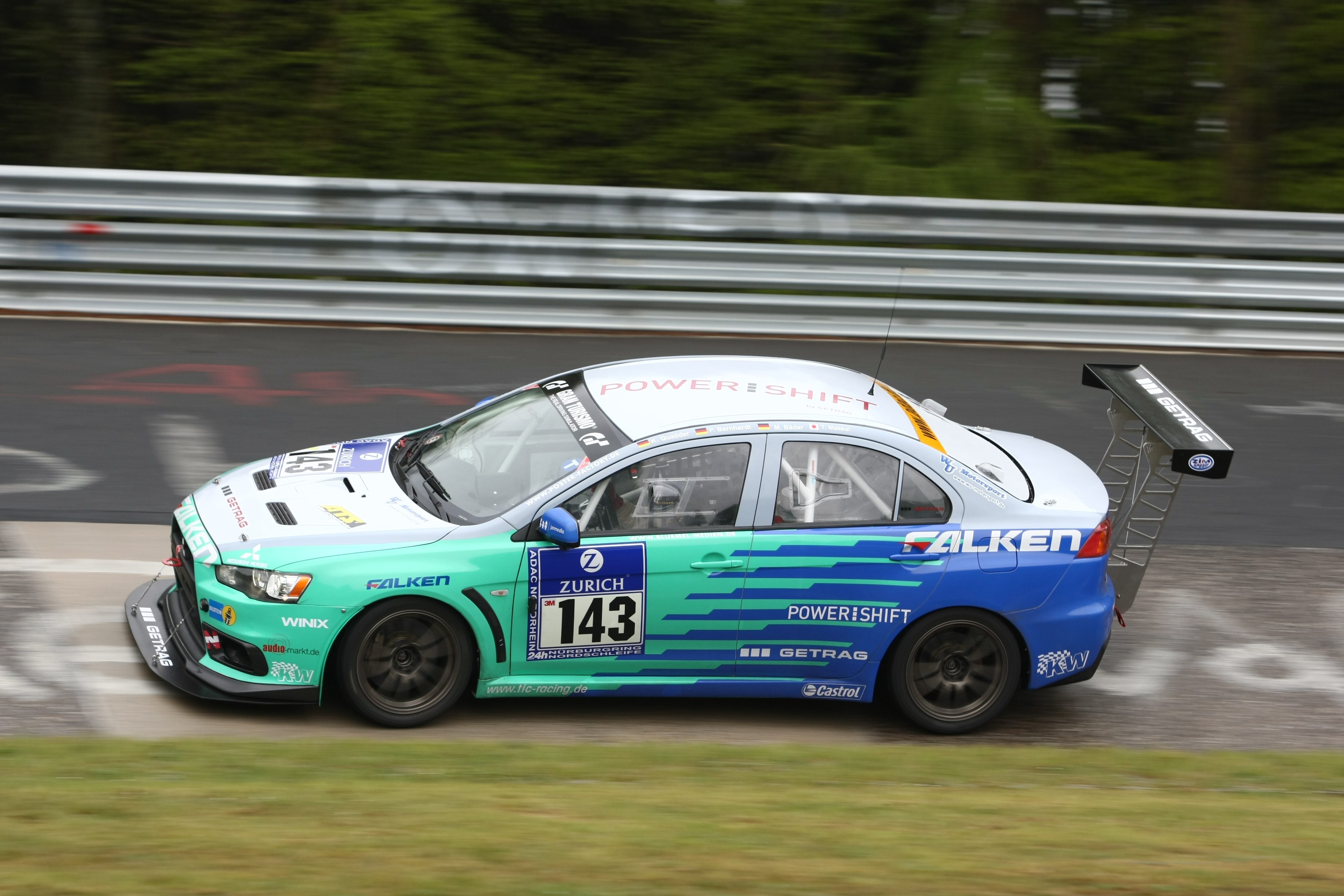
Saison 2010: Mitsubishi Lancer Evo

Nach einer Rennpause im Jahr 2006 ging Falken Motorsports 2007 mit einem Nissan 350Z (Z33) mit einem VQ35HR-NISMO-getunten Motor mit über 3.798 cm³, einer maximalen Leistung von 400 PS und einem maximalen Drehmoment von 421 Nm an den Start. Die erfahrenen Fahrer Tetsuya Tanaka und Kazuki Hoshino aus Japan, der bereits Falken-erprobte Belgier Dirk Schoysman und der Brite Peter Dumbreck erreichten 2009 den 11. Platz im Gesamtklassement. 2010 reichte es für den 12. Platz und Platz 3 in ihrer Klasse (SP7).
In der Saison 2010 nahm Falken Motorsports zusätzlich mit einem Mitsubishi Lancer Evolution X am 24-Stunden-Rennen teil, mit dem man allerdings vorzeitig ausschied. Gefahren wurde der Wagen von Karsten Quadder, Patrick Bernhardt, Takao Matsui und Toshiya Ito.

### Saison 2011–2015

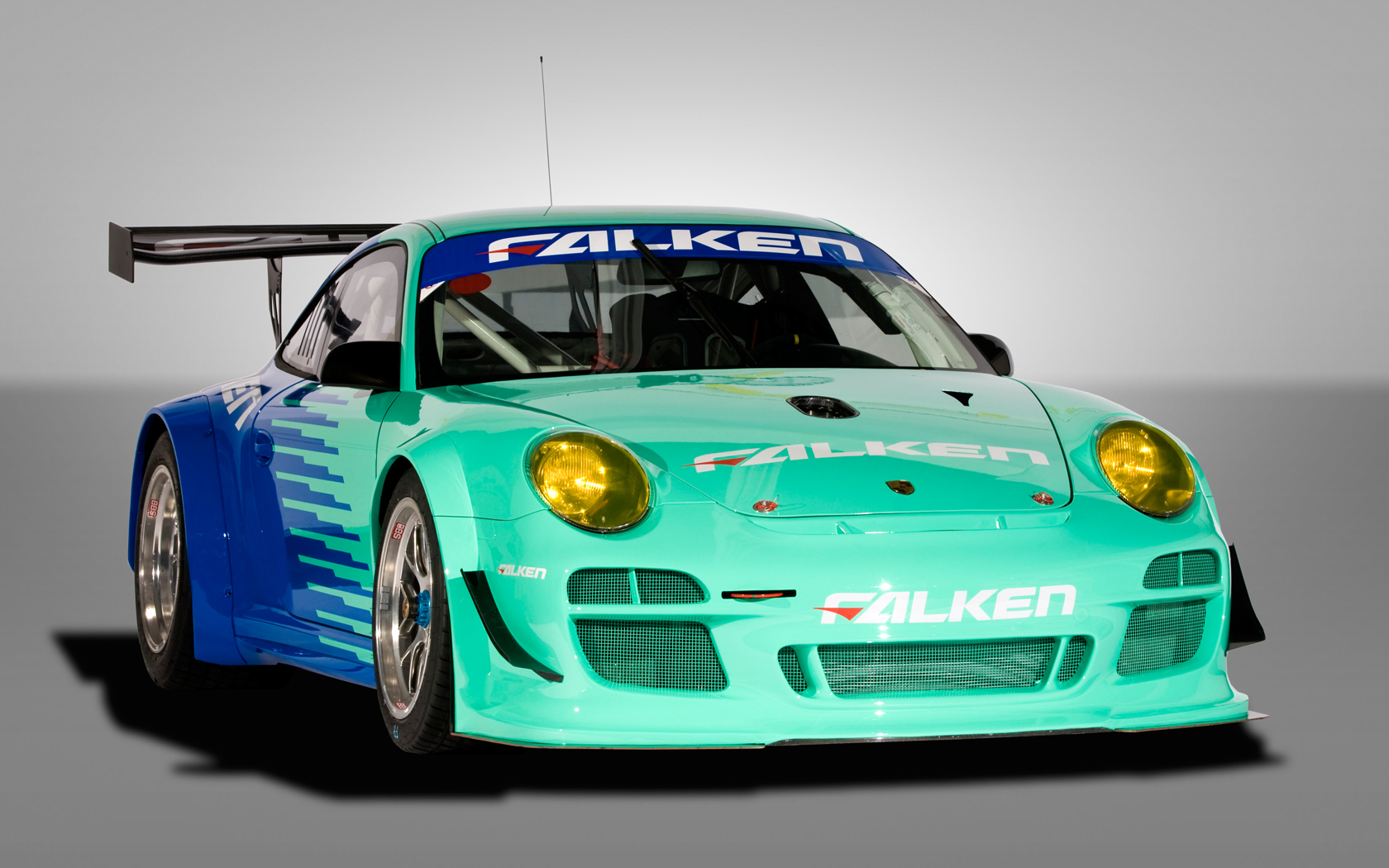
Saison 2011–2015: Porsche 911 (997) GT3 R

Ab 2011 setzte das Team mit dem Porsche 997 GT3 R erstmals einen Rennwagen aus deutscher Produktion auf der Nordschleife des Nürburgrings („Grüne Hölle“) ein. Angetrieben wurde der 997 GT3 R von einem Sechszylinder-Saug-Boxermotor mit vier Litern Hubraum, der 480 PS (353 kW) bei 7.250/min abgibt. Der Wagen hat ein sequentielles Sechsganggetriebe, eine Antriebsschlupfregelung, eine elektronisch gesteuerte Zwischengasfunktion und ein speziell abgestimmtes Renn-Antiblockiersystem.
Gefahren wurde der Porsche von Wolf Henzler, Peter Dumbreck, Martin Ragginger und Sebastian Asch, der 2014 durch Alexandre Imperatori abgelöst wurde. Bestes Ergebnis war 2015 der 3. Gesamtplatz beim ADAC 24-Stunden-Rennen.

### Seit Saison 2016
2016 erfolgte der Umstieg auf den Porsche 911 GT3 R des Typs 991, welcher weiterhin mit einem wassergekühlten 4,0-Liter-Sechszylinder-Boxermotor und rund 550 PS (je nach BOP-Einstufung) ausgestattet war. Am Steuer saßen in unterschiedlichen Konstellationen Wolf Henzler, Peter Dumbreck, Martin Ragginger Alexandre Imperatori, Klaus Bachler, Sven Müller und Dirk Werner.
Seit 2019 setzt Falken auf die zweite Generation des Porsche 911 GT3 R (991.2) und erweiterte das Aufgebot ab 2020 um ein zweites Fahrzeug. Am Steuer wechselten sich Klaus Bachler, Jörg Bergmeister, Martin Ragginger, Dirk Werner, Sven Müller, Christian Engelhart, Dirk Werner, Peter Dumbreck, Thomas Preining, Lance David Arnold und Alessio Picariello ab.
2017–2019 setzte Falken zusätzlich einen BMW M6 GT3 ein. Das Coupé wird von einem 4,4-Liter-Biturbomotor angetrieben. Der rund 550 PS starke wurde von Peter Dumbreck, Alexandre Imperatori, Stef Dusseldorp, Marco Seefried und Jens Klingmann gefahren.

### Siege in der Nürburgring Langstrecken-Serie (NLS)
Den ersten Gesamtsieg von Falken in der NLS (früher VLN) erzielten Stef Dusseldorp und Jörg Müller im BMW M6 GT3 beim 48. Adenauer ADAC Rundstrecken-Trophy 2017. Dieser Erfolg wurde 2018 beim 41. RCM DMV Grenzlandrennen getoppt, als Klaus Bachler und Martin Ragginger den ersten Sieg des Falken-Porsche einfuhren, vor den Teamkollegen Stef Dusseldorp und Alexandre Imperatori im BMW.

## Einsätze beim 24-Stunden-Rennen auf dem Nürburgring
| Saison | Wagen                        | Nummer | Gesamtrang | Klasse   | Gesamtzeit   | Runden | Schnellste Runde | km/h Durchschnitt |
| ------ | ---------------------------- | ------ | ---------- | -------- | ------------ | ------ | ---------------- | ----------------- |
| 2000   | Toyota Supra GT              | 33     | -          | -        | -            | -      | -                | -                 |
| 2001   | Nissan Skyline GT-R R34      | -      | -          | -        | -            | -      | -                | -                 |
| 2002   | Nissan Skyline GT-R R34      | 44     | 5          | A7       | 24:06:05.315 | 135    | 9:37.016         | 145.337           |
| 2003   | Nissan Skyline GT-R R34      | 44     | 53         | A8       | 24:06:20.397 | 117    | 9:38.498         | 125.937           |
| 2004   | Nissan Skyline GT-R R34      | 44     | 5          | A8       | 21:52:21.385 | 122    | 9:09.259         | 135.863           |
| 2005   | Nissan Skyline GT-R R34      | -      | -          | A8       | -            | -      | -                | -                 |
| 2007   | Nissan 350Z (Z33)            | 33     | 17         | SP7      | -            | -      | -                | -                 |
| 2008   | Nissan 350Z (Z33)            | 85     | 23         | SP7      | 24:01:02.245 | 134    | 9:24.122         | 141.592           |
| 2009   | Nissan 350Z (Z33)            | 28     | 11         | SP7      | 24:00:50.057 | 144    | 9:23.457         | 152.180           |
| 2010   | Nissan 350Z (Z33)            | 44     | 12         | SP7      | 24:01:27.639 | 145    | 9:17.846         | 153.170           |
| 2010   | Mitsubishi Lancer Evo X      | 143    | DNF        | SP 3T    | 11:14:47.972 | 62     | 9:49.846         | 154.889           |
| 2011   | Porsche 911 (997) GT3 R      | 44     | 48         | SP 9     | 24:03:48.593 | 132    | 8:35:310         | 177.293           |
| 2012   | Porsche 911 (997) GT3 R      | 44     | DNF        | SP 9     | 10:19:12.305 | 66     | 8:41.974         | 175.029           |
| 2013   | Porsche 911 (997) GT3 R      | 44     | 20         | SP 9     | 24:05:29.055 | 82     | 8:39.113         | 175.994           |
| 2014   | Porsche 911 (997) GT3 R      | 44     | 4          | SP 9     | 24:02:24.475 | 157    | 8:23.367         | 181.499           |
| 2015   | Porsche 911 (997) GT3 R      | 44     | 3          | SP 9     | 24:03:55.186 | 155    | 8:25.249         | 180.823           |
| 2016   | Porsche 911 (991) GT3 R      | 44     | 9          | SP 9     | 24:04:43.437 | 130    | 8:29.488         | 179.319           |
| 2017   | BMW M6 GT3                   | 33     | 8          | SP 9     | 24:03:07.178 | 157    | 8:24.195         | 181.201           |
| 2017   | Porsche 911 (991) GT3 R      | 44     | DNF        | SP 9     | 3:57:22.652  | 26     | 8:30.213         | 179.064           |
| 2018   | BMW M6 GT3                   | 33     | 15         | SP 9     | 24:05:48.413 | 130    | 8:22.914         | 136.912           |
| 2018   | Porsche 911 (991) GT3 R      | 44     | 9          | SP 9     | 24:02:31.260 | 132    | 8:18.170         | 139.335           |
| 2019   | BMW M6 GT3                   | 33     | 5          | SP 9 PRO | 24:06:04.146 | 155    | 8:25.686         | 163.212           |
| 2019   | Porsche 911 (991) GT3 R      | 44     | 20         | SP 9 PRO | 24:06:00.631 | 145    | 8:23.131         | 152.688           |
| 2020   | Porsche 911 GT 3 R (TYP 991) | 33     | 11         | SP 9 PRO | 24:00:02.649 | 83     | 8:29.946         | -                 |
| 2020   | Porsche 911 GT 3 R (TYP 991) | 44     | 10         | SP 9 PRO | 24:04:50.571 | 84     | 8:33.124         | -                 |
| 2021   | Porsche 911 GT 3 R (TYP 991) | 33     | 9          | SP 9 PRO | 24:07:25.701 | 59     | 8:18.684         | -                 |
| 2021   | Porsche 911 GT 3 R (TYP 991) | 44     | 4          | SP 9 PRO | 24:05:05.060 | 59     | 8:17.521         | -                 |